# عوز نازعة أمين الأدينوزين
عوز نازعة أمين الأدينوزين اضطراب استقلابي ينتقل بالوراثة الجسمية المتنحية ويسبب عوز المناعة. يصيب أقل من واحد من كل 100000 ولادة حية في أنحاء العالم.
يمثل نحو 15% من إجمالي حالات عوز المناعة المشترك الشديد، يظهر عوز نازع أمين الأدينوزين في مرحلة الرضاعة أو الطفولة أو المراهقة أو الرشد. يرتبط عمر البدء وشدة المرض بنحو 29 نمط وراثي معروف مرتبط بهذا الاضطراب.

## العلامات والأعراض
الأعراض الرئيسة لعوز نازع أمين الأدينوزين هي الالتهاب الرئوي (ذات الرئة) والإسهال المزمن والطفح الجلدي المنتشر. ينمو الأطفال المصابون أبطأ من أقرانهم الأصحاء ويعاني بعضهم من تخلف تطوري. تُشخص معظم الحالات من خلال عوز المناعة المشترك الشديد المرافق لعوز نازع أمين الأدينوزين في أول 6 أشهر من الحياة.
أُبلغ عن ترافق الاضطراب مع التهاب الشرايين العَقِد.

## الوراثة
يشفّر إنزيم عوز نازع أمين الأدينوزين بواسطة مورثة على الكروموسوم 20. ينتقل عوز نازع أمين الأدينوزين بالوراثة الجسمية المتنحية. ما يعني أن الجين المعيب المسؤول عن الاضطراب يقع على كروموسوم جسمي (الكروموسوم 20 جسمي)، ويجب أن تتوفر نسختان من الجين المعيب (واحدة من كلا الوالدين) ليولد الشخص مصابًا بهذا الاضطراب. يحمل والدا الفرد المصاب باضطراب متنحي نسخة واحدة من الجين المعيب، لكنهما عادة لا يواجهان أي علامات أو أعراض تخص الاضطراب.
يرتبط عمر البدء وشدة الاضطراب بنحو 29 نمط وراثي معروف مرتبط بالاضطراب.

## الفيزيولوجيا المرضية
ينتج عوز نازع أمين الأدينوزين عن نقص إنزيم نازع أمين الأدينوزين. ينتج عن هذا النقص تراكم الأدينوزين منقوص الأكسجين، الذي يؤدي بدوره إلى:
- تراكم الأدينوزين ثلاثي الفوسفات منقوص الأكسجين في جميع الخلايا، الأمر الذي يثبط إنزيم الريبونكليوتيد ريدوكتاز ويمنع تركيب الحمض النووي، فتصبح الخلايا غير قادرة على الانقسام. وبما أن الخلايا اللمفاوية بي وتي من أكثر الخلايا انقسامًا، فهي حساسة جدًا لهذه الحالة.
- زيادة في «إس أدينوزيل إل هوموسيستيئين» لأن إنزيم نازع أمين الأدينوزين مهم في سبيل تحرير البورين، كل من المادتين سامتان للخلايا اللمفاوية غير الناضجة التي لا تنضج نتيجة لذلك.

لأن الخلايا التائية تتكاثر وتتطور في الغدة الزعترية (التيموس)، يكون عند الأفراد المصابين عادة غدة زعترية صغيرة غير نامية. ونتيجة لذلك، يعرقَل الجهاز المناعي بشدة أو يتعطل تمامًا.

## التشخيص
يستند التشخيص إلى المظاهر السريرية، ويدعم التشخيص انخفاض مستوى نازع أمين الأدينوزين في الدم.

## العلاج
تضم العلاجات:
- زرع نقي العظم.
- إنزيم نازع أمين الأدينوزين في سواغ من البولي إيثيلين غليكول.

### العلاج الجيني
في سبتمبر 1990، جرى أول علاج جيني لمعالجة هذا المرض على يد الطبيب ويليام فرينش أندرسون أجراه على فتاة عمرها أربع سنوات، تدعى أشانتي دي سيلفا، في معاهد الصحة الوطنية، في بيثيسدا بماريلاند في الولايات المتحدة الأمريكية. في أبريل 2016 أيدت لجنة المنتجات الطبية ذات الاستخدام البشري في وكالة الأدوية الأوروبية وأوصت بالموافقة على استخدام الخلايا الجذعية والعلاج الجيني المسمى ستريمفيلس للأطفال المصابين بعوز نازع أمين الأدينوزين وعوز المناعة المشترك الشديد، والذين لم يحظوا بمتبرع ملائم  لنقي العظم.

## التاريخ
اكتشف عوز نازع أمين الأدينوزين في عام 1972 على يد إيلويز غيبليت، الأستاذ في جامعة واشنطن. استخدم جين نازع أمين الأدينوزين واسمًا لزراعة نقي العظم. اكتشف غيبليت نقصًا في نشاط نازع أمين الأدينوزين عند مرشح لزرع النقي مُضْعَف مناعيًا. بعد اكتشاف حالة ثانية من نقص نازع أمين الأدينوزين في مريض يعاني من ضعف المناعة، اكتُشف عوز نازع أمين الأدينوزين وكان بذلك أول اضطراب عوز مناعة مكتشف.